# Alexander Hofleitner
Alexander Hofleitner (* 3. Mai 2000 in Eisenstadt) ist ein österreichischer Fußballspieler.

## Karriere
Hofleitner begann seine Karriere beim SV St. Margarethen. Zur Saison 2016/17 wechselte er zum ASKÖ Klingenbach. Im Juni 2017 debütierte er für die erste Mannschaft des Teams in der Burgenlandliga. Dies blieb sein einziger Einsatz in der Saison 2016/17, in der Saison 2017/18 spielte er ausschließlich für die Reserve. In der Saison 2018/19 kam er für das mittlerweile abgestiegene Team zu 17 Einsätzen in der fünftklassigen II. Liga. Mit Klingenbach schaffte er zu Saisonende den direkten Wiederaufstieg.
In der COVID-bedingt abgebrochenen Spielzeit 2019/20 absolvierte er zwei Partien in der Landesliga. In der ebenfalls abgebrochenen Saison 2020/21 kam er zu fünf Einsätzen. In der Saison 2021/22 absolvierte der Angreifer 25 Partien, in denen er elf Tore machte. In der Saison 2022/23 kam er zu 27 Einsätzen und machte dabei 22 Tore.
Zur Saison 2023/24 wechselte Hofleitner zum Zweitligisten Kapfenberger SV. Sein Debüt in der 2. Liga gab er im August 2023, als er am fünften Spieltag jener Saison gegen den SK Sturm Graz II in der 62. Minute für Philipp Seidl eingewechselt wurde. Für Kapfenberg kam er insgesamt zu 47 Zweitligaeinsätzen, in denen er 25 Tore erzielte.
Zur Saison 2025/26 wechselte er zum Bundesligisten Grazer AK, bei dem er einen bis 2028 laufenden Vertrag erhielt.